# Jean Goldschmit
Jean Goldschmit Jang (Weimerskirch, 2 febbraio 1920 – Lussemburgo, 14 gennaio 1994) è stato un ciclista su strada e ciclocrossista lussemburghese, professionista dal 1946 al 1953.
Vinse due edizioni del Tour du Luxembourg e quattro campionati nazionali, due nella prova su strada e due in quella di ciclocross. Ottenne anche due vittorie di tappa al Tour de France, corsa nella quale indossò la maglia gialla, simbolo del primato in classifica generale, per tre giorni nell'edizione del 1950.

## Palmarès

### Strada
- 1945 (Dilettanti)

1 tappa Tour du Luxembourg (Lussemburgo > Esch-sur-Alzette)
Classifica generale Tour du Luxembourg
- 1946 (Rochet/Cil, due vittorie)

Grand Prix de la Foire à Luxembourg
3ª tappa Tour du Luxembourg (Rodange > Esch)
- 1947 (Paloma/Rochet/Arbos/Tebag, due vittorie)

Campionati lussemburghesi, Prova in linea
1ª tappa Tour du Luxembourg (Lussemburgo > Ettelbruck)
- 1948 (Garin-Wolber/Tebag, quattro vittorie)

3ª tappa, 1ª semitappa Tour de Suisse (La Chaux-de-Fonds > Morges)
1ª tappa, 2ª semitappa Tour de Romandie (Aigle > Montana)
3ª tappa Tour du Luxembourg (Diekirch > Mondorf)
Classifica generale Tour du Luxembourg
- 1949 (Garin/Fiorelli/Tebag, una vittoria)

14ª tappa Tour de France (Nîmes > Marsiglia)
- 1950 (Garin-Wolber/Tebag/Frejus, quattro vittorie)

Campionati lussemburghesi, Prova in linea
1ª tappa Tour de France (Parigi > Nizza)
1ª tappa Tour de Suisse (Zurigo > Winterthur)
2ª tappa Tour de Suisse (Winterthur > Liestal)
- 1951 (Terrot/Tebag/Condor, tre vittorie)

7ª tappa Tour de l'Est Central (Digione > Troyes)
3ª tappa Tour de Suisse (Bancout > Berna)
8ª tappa Tour de Suisse (Davos > Zurigo)
- 1952 (Terrot/Tebag/Garin-Wolber, quattro vittorie)

2ª tappa Tour du Luxembourg (Wiltz > Lussemburgo)
4ª tappa, 2ª semitappa Tour du Luxembourg (Pétange > Differdange)
4ª tappa Tour de Suisse (Adelboden > Monthey)
8ª tappa Tour du Maroc (Taza > Meknès)

#### Altri successi
- 1948 (Garin-Wolber/Tebag, quattro vittorie)

Criterium di San Gallo

### Ciclocross
- 1946 (Rochet/CIL, una vitoria)

Campionati lussemburghesi
- 1947 (Paloma/Rochet/Arbos/Tebag, una vitoria)

Campionati lussemburghesi

## Piazzamenti

### Grandi giri
- Tour de France

1947: 20º
1949: 8º
1950: 10º
1951: non partito (alla 16ª tappa)
1952: 16º
1953: ritirato (alla 18ª tappa)
- Giro d'Italia

1949: 49º
1950: 40º

### Classiche monumento
- Milano-Sanremo

1950: 85º
- Parigi-Roubaix

1949: 105º

### Competizioni mondiali
- Campionati del mondo su strada

Reims 1947 - In linea: ritirato
Valkemburg 1948 - In linea: ritirato
Copenaghen 1949 - In linea: ritirato
Moorslede 1950 - In linea: ritirato
Lussemburgo 1952 - In linea: ritirato